# Гуншань-Дулун-Нуський автономний повіт
27°44′37″ пн. ш. 98°39′59″ сх. д. / 27.74348° пн. ш. 98.66642° сх. д.
Гуншань-Дулун-Нуський автономний повіт (кит. 贡山独龙族怒族自治县, пін. Gòngshān Dúlóngzú Nùzú Zìzhìxiàn) — один із повітів КНР у складі Нуцзян-Лісуської автономної префектури, провінція Юньнань. Адміністративний центр — містечко Цікай.

## Географія
Гуншань-Дулун-Нуський автономний повіт лежить на північному заході провінції у горах Гендуаншань.

### Клімат
Повіт знаходиться у зоні, котра характеризується океанічним кліматом субтропічних нагір'їв. Найтепліший місяць — липень із середньою температурою 21,4 °C. Найхолодніший місяць — січень, із середньою температурою 7,7 °С.
| Клімат повіту Гуншань-Дулун-Ну | Клімат повіту Гуншань-Дулун-Ну | Клімат повіту Гуншань-Дулун-Ну | Клімат повіту Гуншань-Дулун-Ну | Клімат повіту Гуншань-Дулун-Ну | Клімат повіту Гуншань-Дулун-Ну | Клімат повіту Гуншань-Дулун-Ну | Клімат повіту Гуншань-Дулун-Ну | Клімат повіту Гуншань-Дулун-Ну | Клімат повіту Гуншань-Дулун-Ну | Клімат повіту Гуншань-Дулун-Ну | Клімат повіту Гуншань-Дулун-Ну | Клімат повіту Гуншань-Дулун-Ну | Клімат повіту Гуншань-Дулун-Ну |
| Показник                       | Січ.                           | Лют.                           | Бер.                           | Квіт.                          | Трав.                          | Черв.                          | Лип.                           | Серп.                          | Вер.                           | Жовт.                          | Лист.                          | Груд.                          | Рік                            |
| Середній максимум, °C          | 15,3                           | 15,4                           | 16,5                           | 19,6                           | 24,3                           | 26,2                           | 26,9                           | 27,4                           | 25,5                           | 22,7                           | 19,4                           | 16,5                           | 21,3                           |
| Середня температура, °C        | 7,7                            | 8,9                            | 10,6                           | 13,5                           | 17,7                           | 20,6                           | 21,4                           | 21,3                           | 19,6                           | 15,9                           | 11,3                           | 8,1                            | 14,7                           |
| Середній мінімум, °C           | 2,6                            | 4,6                            | 6,9                            | 9,8                            | 13,5                           | 17,2                           | 18,3                           | 18                             | 16,6                           | 12,1                           | 6,3                            | 2,6                            | 10,7                           |
| Норма опадів, мм               | 66.7                           | 128                            | 241.6                          | 228.1                          | 161.1                          | 211.1                          | 201                            | 157.8                          | 167.4                          | 142.4                          | 44.3                           | 29.1                           | 1778.6                         |
| Вологість повітря, %           | 69                             | 74                             | 80                             | 81                             | 78                             | 82                             | 84                             | 84                             | 85                             | 83                             | 76                             | 71                             | 78.9                           |
| ------------------------------ | ------------------------------ | ------------------------------ | ------------------------------ | ------------------------------ | ------------------------------ | ------------------------------ | ------------------------------ | ------------------------------ | ------------------------------ | ------------------------------ | ------------------------------ | ------------------------------ | ------------------------------ |
| Джерело: data.cma.cn           |                                |                                |                                |                                |                                |                                |                                |                                |                                |                                |                                |                                |                                |

## Історія
Народно-визвольна армія зайняла повіт 25 серпня 1949 року, а 11 березня 1950 року було створено тимчасовий уряд. 8 квітня було створено Народний уряд повіту Гуншань. У жовтні 1956 року повіт Гуншань отримав сучасну назву.